# Heliosféra

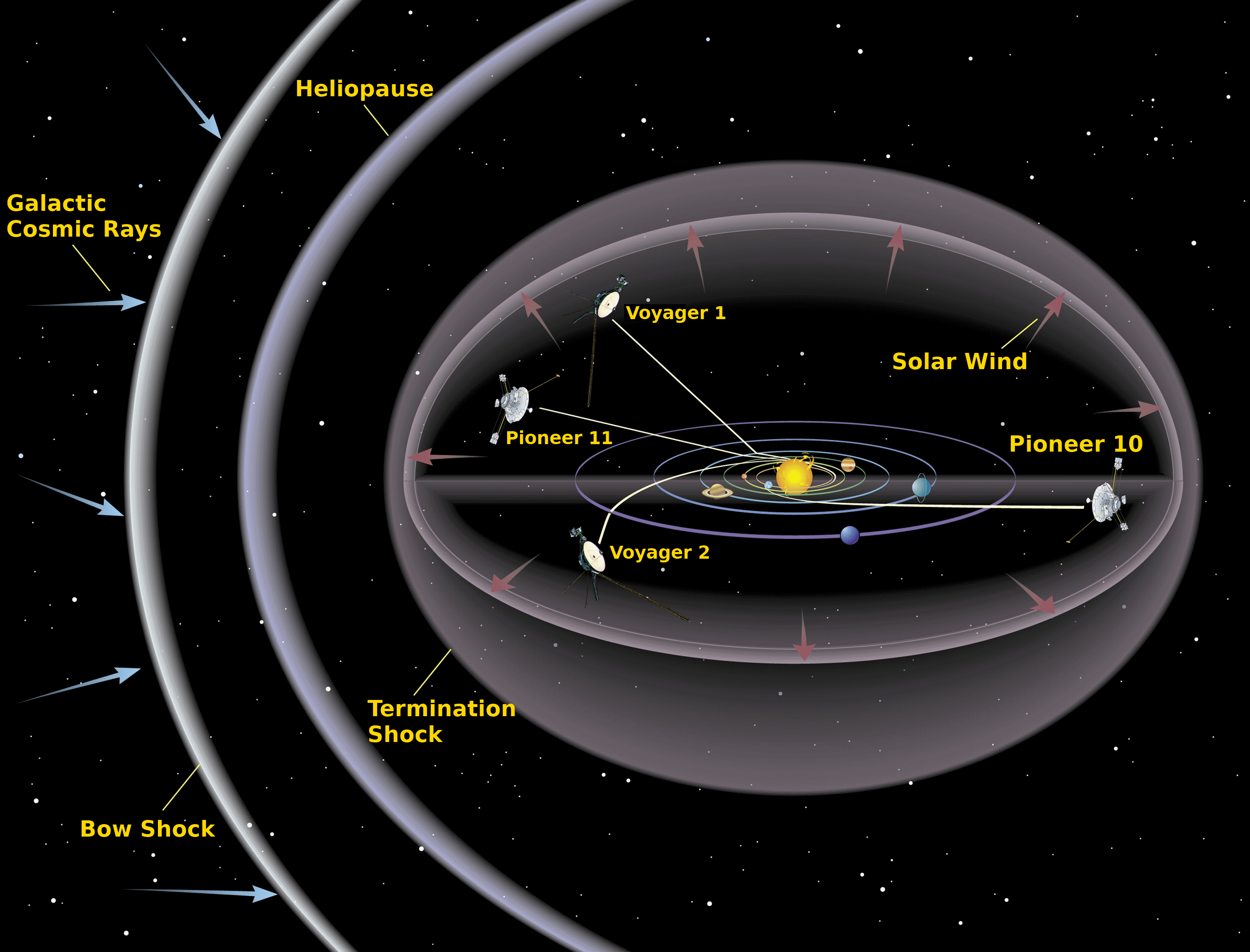
Diagram vlastností heliosféry

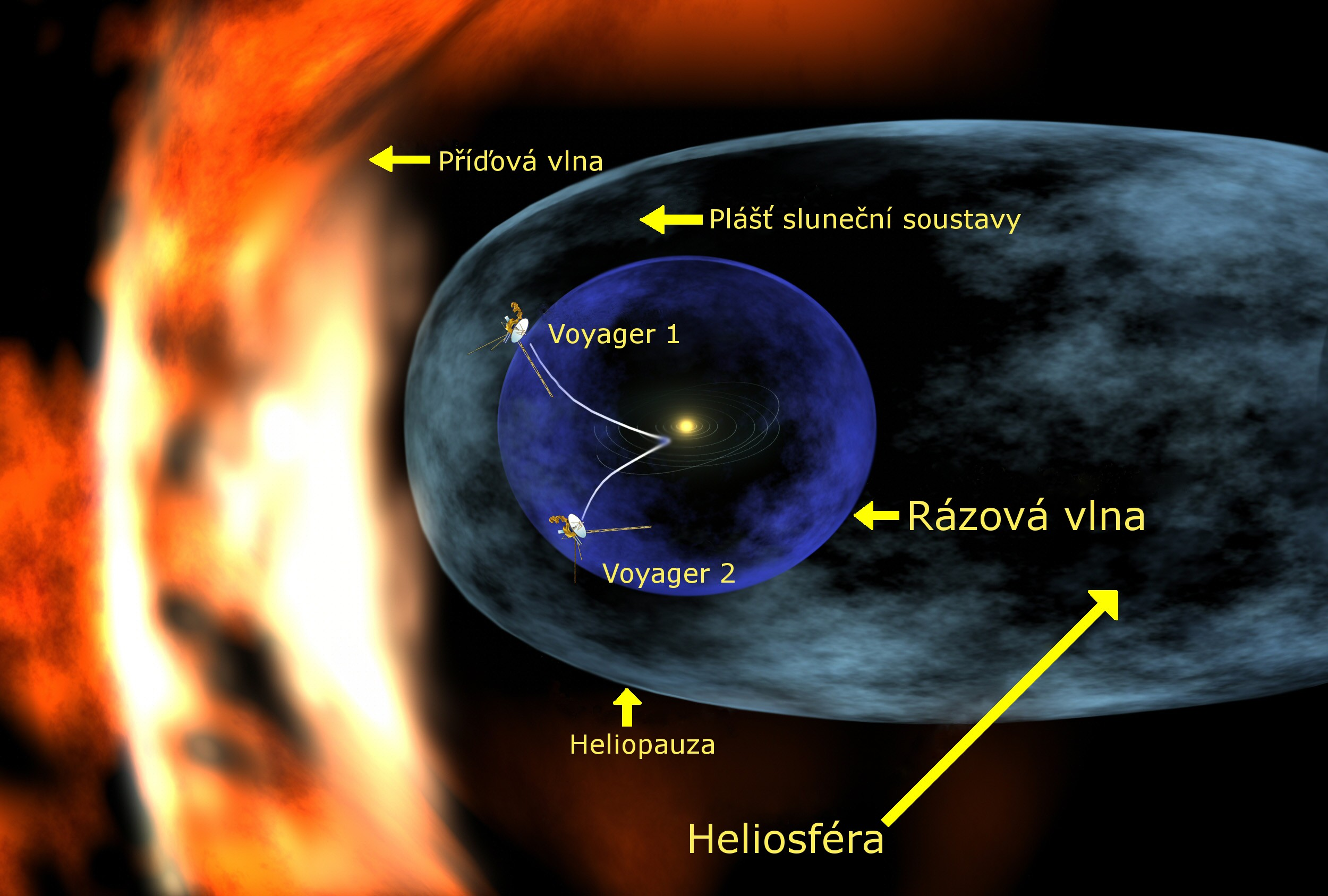
Dráha Voyageru 1 a 2 v heliosféře a heliopauze.

Heliosféra je obal částic obklopující Slunce. Nejspodnější a relativně nejchladnější vrstvou heliosféry je fotosféra. Nad fotosférou se rozprostírá chromosféra a dále nad ní žhavá koróna. Heliosféra končí tam, kde se vyrovnává tlak slunečního větru s tlakem okolních hvězd.
Helioplášť je prostor, ve kterém působí magnetické pole Slunce a kde se sluneční vítr pohybuje nadzvukovou rychlostí. Má tvar kapky, kde jeho nejširší část (konec kapky) směřuje proti směru pohybu sluneční soustavy v Galaxii. Okraj heliopláště se nazývá heliopauza a za touto hranicí sluneční vítr zpomaluje pod hranici rychlosti zvuku a magnetické pole Slunce již dále nepůsobí, takže můžeme heliopauzu označit jako hranici naší sluneční soustavy.

## Vznik heliosféry
Heliosféra je utvářena slunečním větrem. I když elektricky neutrální atomy z mezihvězdného prostoru mohou proniknout dovnitř této oblasti, prakticky všechen materiál heliosféry pochází ze Slunce. Protože částice slunečního větru ze Slunce proudí všemi směry, má heliosféra přibližně kulový tvar, což potvrzují i sondy. Tvar je ale patrně složitější.
Sluneční vítr proudící všesměrně ze Slunce rychlostí několika set km·s−1 (okolo 1 milionu mil za hodinu v blízkosti Země). V určité vzdálenosti od Slunce, pravděpodobně okolo oběžné dráhy Pluta, tento nadzvukový vítr zvolna zpomaluje díky střetávání s mezihvězdnou hmotou. To způsobí náraz, vzniká terminační vlna, a rychlost částic klesá na podzvukovou (vizte též akustický třesk). Částice mění směr a stávají se součástí mezihvězdného toku hmoty, což vytvoří Slunci heliosférický ohon podobný takovému jaký mají komety.

## Heliopauza
Oblast podzvukového toku se nazývá heliosférická pochva (heliosférická obálka). Tato obálka je ohraničena heliopauzou.
Přesná vzdálenost a tvar heliopauzy stále není znám. Některé vesmírné sondy jako Pioneer 10, Pioneer 11, Voyager 1 a Voyager 2, putující pryč ze sluneční soustavy, již heliopauzy dosáhly a např. Voyager 2 měl ve svém poslání heliopauzu prozkoumat.

## Heliosféra a magnetické pole Slunce
Sluneční vítr je složen z částic, ionizovaných atomů ze sluneční korony, a pole, které tyto částice utvářejí. Vzhledem k tomu, že se Slunce otočí kolem své osy za 27 dní, magnetické pole transportované slunečním větrem je stáčeno do spirály. Proměnlivost slunečního magnetického pole je vynášena pryč solárním větrem a může způsobit magnetické bouře v zemské magnetosféře.